# Tala y quema

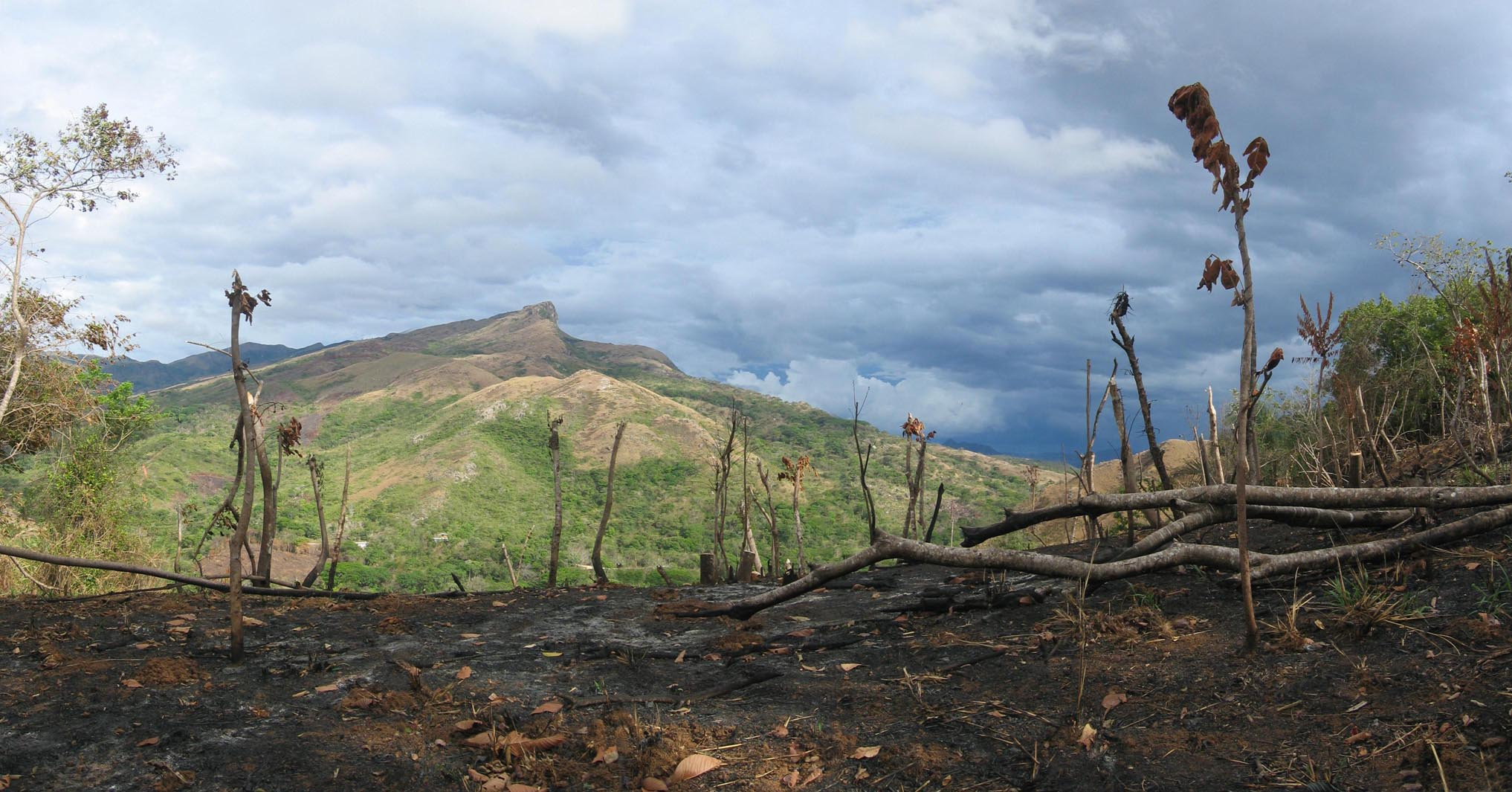
Tala y quema (Santa Fe, provincia de Veraguas, Panamá).

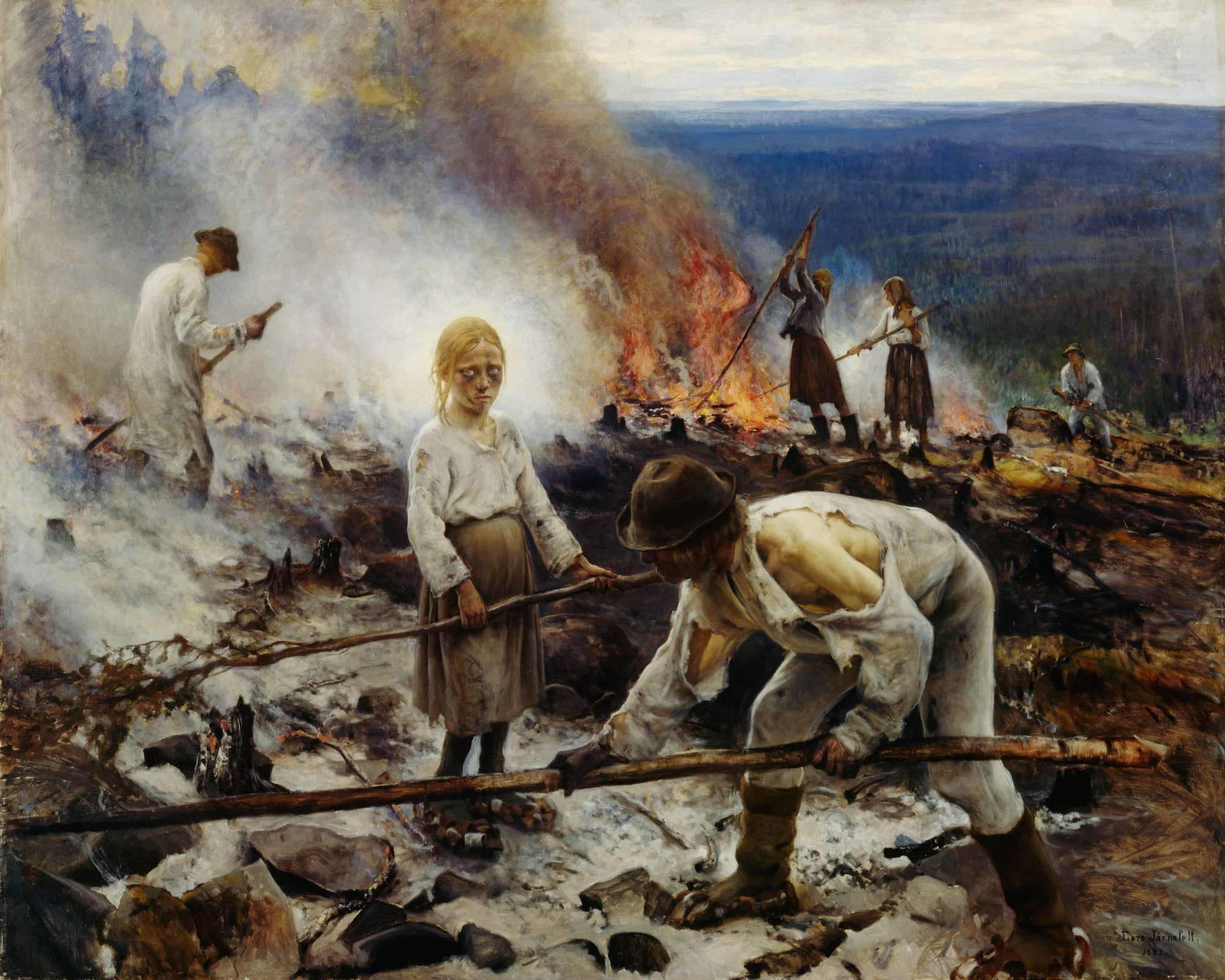
Pintura de Eero Järnefelt titulada La quema de la maleza.

La tala y quema, o roza y quema, es una técnica agrícola que consiste en la deforestación de un pedazo de tierra donde se queman los árboles, arbustos y hierbas que la habitan, con el objetivo de convertirlo en un campo de cultivo. El método comienza cortando los árboles y plantas leñosas en un área. La vegetación caída, o "corte", se deja secar, generalmente justo antes de la época más lluviosa del año. Luego, la biomasa se quema, lo que da como resultado una capa de ceniza rica en nutrientes que hace que el suelo sea fértil, además de eliminar temporalmente las especies de malezas y plagas. Después de unos tres a cinco años, la productividad de la parcela disminuye debido al agotamiento de los nutrientes junto con la invasión de malezas y plagas, lo que hace que los agricultores abandonen el campo y se trasladen a una nueva área. El tiempo que le toma a una roza y quema recuperarse depende de la ubicación y puede ser desde cinco años hasta más de veinte, después de lo cual la parcela se puede talar y quemar nuevamente, repitiendo el ciclo.
Se trata de una técnica tradicional que viene de antiguo. Durante la Edad Media, el campesinado preparaba la tierra mediante tala y quema para su cultivo temporal. La operación del terreno se realizaba de forma continua hasta que se agotaba la fertilidad de la tierra, y entonces la tierra era abandonada.
La tala y quema era común en las zonas de montaña donde tradicionalmente no había campos, en las propiedades con grandes masas forestales y en las universidades y comunas que poseían extensas tierras comunales.
En las regiones industrializadas –incluyendo Europa y Norteamérica–, la práctica fue abandonada con la introducción de la agricultura de mercado y la propiedad de la tierra. Sin embargo, la tala y quema sigue siendo usada en otras partes del mundo por cerca de 200-500 millones de personas. En 2004 se calculó que sólo en Brasil 500 000 pequeños agricultores deforestaron cada uno una media de una hectárea de bosque al año. Es una práctica no sostenible ni escalable para grandes poblaciones humanas, por lo que se han propuesto algunas alternativas, como talar y carbonizar.
Relacionado con la tala y quema es la práctica de la artiga, que es la acción (y la tierra resultante) de roturar la tierra mezclándola con las cenizas tras la tala y quema.